# رشاش العتيبي
رشاش بن سيف بن مبارك الشيباني البرقاوي العتيبي (20 سبتمبر 1960 - 8 يونيو 1990) هو قاطع طريق سعودي. بدأ عملياته في منتصف الثمانينات الميلادية وكوَّن عصابة مع أفراد من أولاد عمومته على الطرق الخارجية امتهنوا فيها النهب والسلب وقد قُبض عليه وعلى أفراد عصابته وأُعدم وصلب في يوم الجمعة 8 يونيو 1990 الموافق 15-11-1410 هجرية.
كلّف الأمير سلمان بن عبد العزيز آل سعود محافظ المجمعة سابقاً، حمد بن عبد الرحمن الخثلان، حينما كان أميراً للرياض في ذلك الوقت، بتولي قضية رشاش وعصابته، مبيناً أن رشاش وعصابته لم يكن لديهم أية أهداف، وأعمالهم عشوائية غرضها السرقة والنهب، حيث دأبوا على تنفيذ أعمالهم ليلاً على ضوء القمر.

## أفراد العصابة
- رشاش بن سيف بن مبارك الشيباني العتيبي.
- مهل بن محمد بن نايف بن بيان أبو شامه الشيباني العتيبي.
- سلطان بن محمد بن نايف بن بيان أبو شامه الشيباني العتيبي.
- مصلح بن عوض بن عويض الشيباني العتيبي.
- قحص بن سحلي بن عديس الشيباني العتيبي.

## في الإعلام المرئي
في 2 يناير 2021 أنتجت قناة مركز تلفزيون الشرق الأوسط مسلسلًا يتناول سيرته وكان من المفترض أن يُعرض على منصة شاهد لولا أن اعترضت عليه عائلته وبالأخص من والدته حين أوصلت رسالتها إلى الحكومة السعودية. وعُرض لاحقًا على منصة شاهد.